# Sultan Aji Muhamad Sulaiman flygplats
Sultan Aji Muhammad Sulaiman flygplats är en flygplats som betjänar regionen Kalimantan Timur på Borneo i Indonesien. Flygplatsen ligger omkring 4,5 kilometer öster om Balikpapan.

## Historik
Arbetet med att etablera en flygplats i områden började under den holländska eran, före Indonesiens självständighet. Under den holländska tiden användes den främst för de holländska oljeföretagens räkning. 